# Ист-Уиллистон (Флорида)
Ист-Уиллистон (англ. East Williston) — статистически обособленная местность, расположенная в округе Ливи (штат Флорида, США) с населением в 966 человек по статистическим данным переписи 2000 года.

## География
По данным Бюро переписи населения США, статистически обособленная местность Ист-Уиллистон имеет общую площадь в 8,03 квадратных километров, водных ресурсов в черте населённого пункта не имеется.

## Демография
По данным переписи населения 2000 года, в Ист-Уиллистон проживало 966 человек, 245 семей, насчитывалось 344 домашних хозяйств и 381 жилой дом. Средняя плотность населения составляла около 120,3 человек на один квадратный километр. Расовый состав населённого пункта распределился следующим образом: 12,42 % белых, 83,75 % — чёрных или афроамериканцев, 0,21 % — коренных американцев, 2,48 % — представителей смешанных рас, 1,14 % — других народностей. Испаноговорящие составили 2,38 % от всех жителей статистически обособленной местности.
Из 344 домашних хозяйств в 35,5 % воспитывали детей в возрасте до 18 лет, 29,1 % представляли собой совместно проживающие супружеские пары, в 36,3 % семей женщины проживали без мужей, 28,5 % не имели семей. 23,5 % от общего числа семей на момент переписи жили самостоятельно, при этом 8,7 % составили одинокие пожилые люди в возрасте 65 лет и старше. Средний размер домашнего хозяйства составил 2,81 человек, а средний размер семьи — 3,32 человек.
Население статистически обособленной местности по возрастному диапазону по данным переписи 2000 года распределилось следующим образом: 31,2 % — жители младше 18 лет, 12,1 % — между 18 и 24 годами, 27,6 % — от 25 до 44 лет, 17,6 % — от 45 до 64 лет и 11,5 % — в возрасте 65 лет и старше. Средний возраст жителей составил 31 год. На каждые 100 женщин в Ист-Уиллистон приходилось 75,6 мужчин, при этом на каждые сто женщин 18 лет и старше приходилось 75,5 мужчин также старше 18 лет.
Средний доход на одно домашнее хозяйство статистически обособленной местности составил 23 882 доллара США, а средний доход на одну семью — 28 152 доллара. При этом мужчины имели средний доход в 26 589 долларов США в год против 17 981 доллар среднегодового дохода у женщин. Доход на душу населения статистически обособленной местности составил 23 882 доллара в год. 29,4 % от всего числа семей в населённом пункте и 28,7 % от всей численности населения находилось на момент переписи населения за чертой бедности, при этом 41,7 % из них были моложе 18 лет и 35,1 % — в возрасте 65 лет и старше.